# Liste der Naturdenkmale in Kolbingen
| Naturdenkmale | Anzahl |
| ------------- | ------ |
| FND           | 1      |
| END           | 5      |
| Gesamt        | 6      |

Die Liste der Naturdenkmale in Kolbingen nennt die verordneten Naturdenkmale (ND) der im baden-württembergischen Landkreis Tuttlingen liegenden Gemeinde Kolbingen. In Kolbingen gibt es insgesamt sechs als Naturdenkmal geschützte Objekte, davon ein flächenhaftes Naturdenkmal (FND) und fünf Einzelgebilde-Naturdenkmale (END).
Stand: 1. November 2016.

## Flächenhafte Naturdenkmale (FND)
| Name                     | Bild | Kennung     | Einzelheiten | Position | Fläche Hektar | Datum         |
| ------------------------ | ---- | ----------- | ------------ | -------- | ------------- | ------------- |
| Hakenwäldle              | BW   | 83270300002 | Kolbingen    | ⊙        | 0,8           | 16. Dez. 1991 |
| Legende für Naturdenkmal |      |             |              |          |               |               |

## Einzelgebilde (END)
| Name                         | Bild | Kennung     | Einzelheiten | Position | Fläche Hektar | Datum         |
| ---------------------------- | ---- | ----------- | ------------ | -------- | ------------- | ------------- |
| Eulenloch                    | BW   | 83270300008 | Kolbingen    | ⊙        | 0,0           | 16. Dez. 1991 |
| Hohler Fels mit Mooshöhle    | BW   | 83270300010 | Kolbingen    | ⊙        | 0,0           | 16. Dez. 1991 |
| Käppelelinde                 |      | 83270300001 | Kolbingen    | ⊙        | 0,0           | 16. Dez. 1991 |
| Kolbinger Höhle              |      | 83270300004 | Kolbingen    | ⊙        | 0,0           | 16. Dez. 1991 |
| Linde im Gewann „Böses Ried“ | BW   | 83270300007 | Kolbingen    | ⊙        | 0,0           | 16. Dez. 1991 |
| Legende für Naturdenkmal     |      |             |              |          |               |               |